# Heinrich Maschke
Heinrich Maschke   (Breslau, 24 d'octubre de 1853 - Chicago, 1 de març de 1908) va ser un matemàtic alemany que va emigrar als Estats Units i va ser professor de la universitat de Chicago.

## Vida i obra
Maschke va cursar els estudis secundaris al Maria-Magdelenen-Gymnasium de la seva ciutat natal. El 1872 va ingressar a la universitat de Heidelberg on va assistir a les classes de Leo Königsberger. Després d'uns semestres a Heidelberg i de fer el servei militar, va continuar estudiant a la Universitat de Berlín, atret per la tríada Weierstrass, Kummer, Kronecker. Es va graduar el 1878 a Berlín i el 1880 es va doctorar a la universitat de Göttingen.
A continuació va ser professor de matemàtiques del Luisenstâdtische Gymnasium de Berlín, però aquest càrrec a l'ensenyament secundari no el satisfeia i, com que no semblava probable que obtingués cap lloc de docència universitària, va decidir emigrar als Estats Units d'Amèrica. Per això va estar estudiant i treballant en tècnica de l'electricitat a la universitat Tècnica de Darmstadt i a l'empresa Berliner Allgemeine Electricitatsgesellschaft, respectivament. Finalment, el 1891, va arribar als Estats Units on va estar treballant d'electricista a la Western Electric Instrument Company de Nova Jersey.
En fundar-se la universitat de Chicago el 1892, el seu rector, William Rainey Harper, va voler crear un potent departament de matemàtiques, contractant tres professors formats a Alemanya: l'estatunidenc Eliakim Hastings Moore i els alemanys Oskar Bolza i el propi Maschke. Aquest triumvirat va fer que el departament de matemàtiques de Chicago arribés en pocs anys a ser el més potent dels Estats Units. Maschke va romandre la resta de la seva vida a Chicago. A finals del 1907 va començar a tenir símptomes d'una malaltia interna i a finals de febrer es va veure la necessitat d'una intervenció quirúrgica en la que malauradament va sucumbir el primer de març de 1908. Aquesta mort i el retorn de Bolza a Alemanya el 1910, van fer que el departament de matemàtiques de Chicago perdés part del dinamisme que havia tingut en els anys precedents.
Les recerques més notables de Maschke van ser en teoria de grups, camp en el que va formular el 1895 el avui conegut com a teorema de Maschke que diu que tot grup de substitucions lineals d'ordre finit és completament reductible. El hivern de 1900, mentre donava una classe de geometria diferencial, va descobrir un mètode simbòlic pel tractament dels diferencials quàntics. Va dedicar la resta de la seva vida a detallar i desenvolupar aquest descobriment.

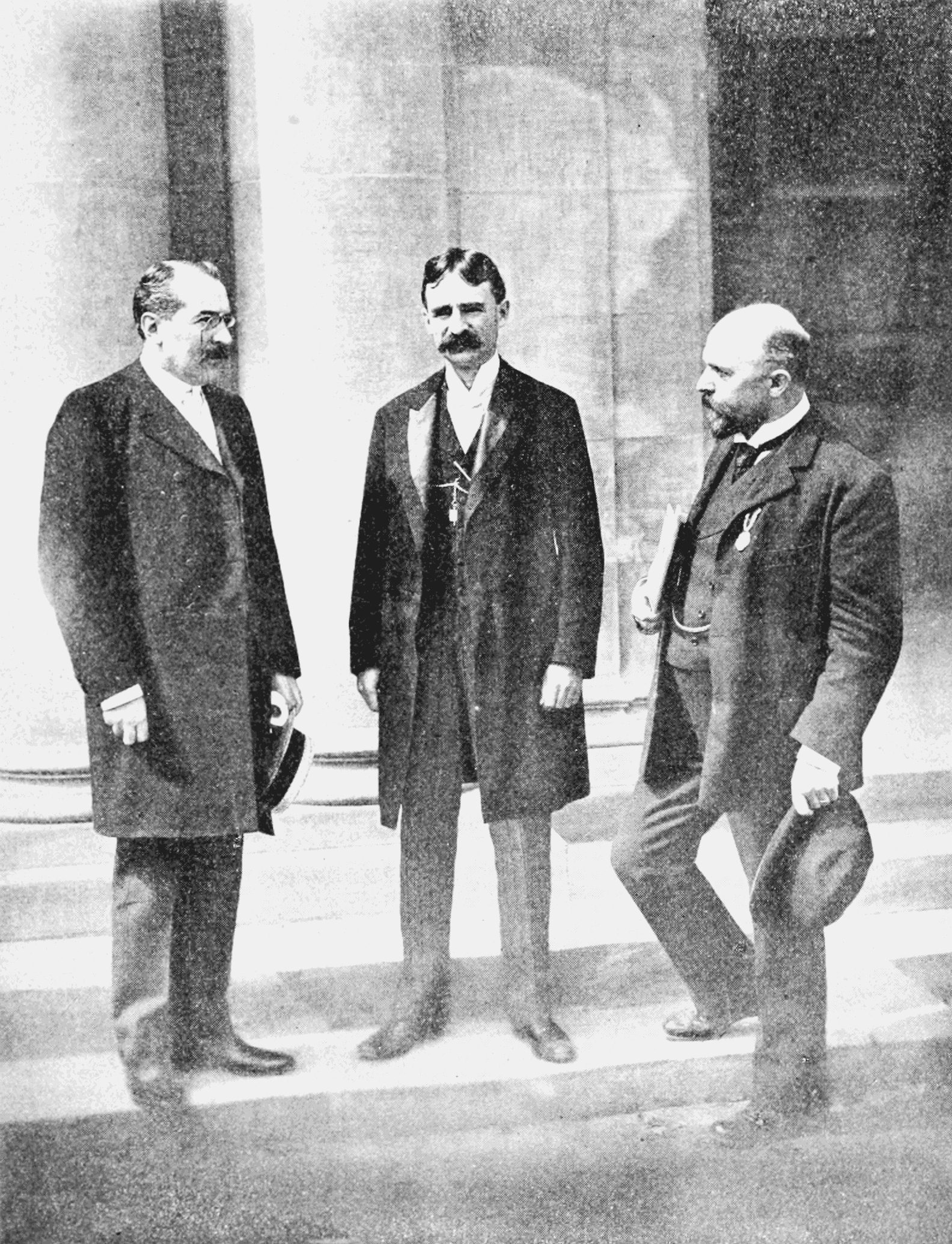
Els professors Picard, Moore i Maschke (d'esquerra a dreta) al congrès de St. Louis (1904)